# Виладеати
Виладеати (итал. Villadeati) је насеље у Италији у округу Алесандрија, региону Пијемонт.
Према процени из 2011. у насељу је живело 188 становника. Насеље се налази на надморској висини од 375 м.

## Становништво
| 1931. | 1936. | 1951. | 1961. | 1971. | 1981. | 1991. | 2001. | 2011. |
| ----- | ----- | ----- | ----- | ----- | ----- | ----- | ----- | ----- |
| 1.734 | 1.715 | 1.400 | 1.183 | 859   | 715   | 572   | 521   | 523   |